# Windminister
Windminister ist ein Gitarren-Duo aus Berlin. Der Bandname spielt auf die abenteuerliche Flucht der beiden Gitarristen Eberhard Klunker und Olaf Wegener aus der DDR an.

## Bandgeschichte
Beide sind Autodidakten und begannen als Amateurmusiker. Klunker erwarb sein musikalisches Rüstzeug bei Klaus Lenz und der Modern Soul Band und Wegener als Schlagzeuger bei Medoc und Reinhard Lakomy. Anfang der 1970er Jahre absolvierten sie eine dreijährige Ausbildung an der Musikhochschule in Berlin-Friedrichshain, bevor sie 1974 als Berufsmusiker in die Hansi Biebl Blues Band wechselten, die 1975, nach deren 16-stündigen Flucht mit dem Schlauchboot über die Ostsee, Berufsverbot erhielt.
Gemeinsam mit Klaus Renft und den langjährigen Weggefährten Renfts Thomas „Monster“ Schoppe und Christiane Ufholz gründeten sie 1980 die Band Windminister in West-Berlin. Nach dem ersten und einzigen gemeinsamen Auftritt, am 12. Januar 1980 im Westberliner Quartier Latin, Potsdamer Str. 96, der zu einem Misserfolg wurde, war das Bandprojekt Windminister vorerst gescheitert. Obwohl Klunker und Wegener danach in verschiedenen Bands spielten, unter anderem in den USA und den Niederlanden, verloren sie sich und das Bandprojekt nie aus den Augen. In den 1990er Jahren begleiteten sie Christiane Ufholz auf einer Tournee durch die Neuen Bundesländer. Diese wurde so erfolgreich, dass Ufholz 1995 ihr Comeback startete und Klunker und Wegener 1997 Windminister als Gitarrenduo wiederbelebten. Im Jahr 2005 erschien bei dem Musiklabel „Harp“ ihre erste Compact Disc, eine Hybrid-SACD, die vor allem in den USA erfolgreich war. In dem Stück Bootsmann wird ihre Flucht musikalisch verarbeitet. Das Plattencover zum gleichen Thema zeigt ein Ölgemälde von Christiane Ufholz. Anlässlich des 60. Geburtstages von Klaus Renft traten Klunker und Wegener erstmals wieder gemeinsam mit den ehemaligen Bandmitgliedern auf.

## Stil
Die Band, ursprünglich als Rockband gegründet, präsentiert seit 1997 an Jazz und klassischer Musik orientierte, instrumentale Gitarrenmusik und verzichtet auf elektronische Effekte. Die beiden Gitarristen spielen James Goodall-Gitarren. Das Repertoire umfasst ausschließlich Eigenkompositionen.

## Diskografie
- 2005: Bootsmann (Hybrid-SACD, Harp / H’Art)